# 梁文煜
梁文煜，滿洲漢軍正白旗人，清朝政治人物。
康熙三十二年（1693年），任福建永安县知县。后升任分巡台湾道兼提督学政。